# 小比賀家住宅
小比賀家住宅（おびかけじゅうたく）は、香川県高松市御厩町にある古民家。国の重要文化財に指定されている。

## 歴史
小比賀家は甲斐源氏武田氏の末裔と伝えられ、戦国時代末期には武田氏没落に伴って四国に渡り、讃岐室山城（高松市室新町、室山）の城主となった。そして一族がこの地、御厩へ住み始めたのは17世紀初頭の慶長年間である。
江戸時代に入ると村の庄屋を代々勤めるようになり、時には数か村を管轄する大庄屋を勤めることもあった。

### 沿革
- 1971年（昭和46年）4月30日 - 庭園が小比賀家築山庭園として県の名勝に指定される。
- 1971年（昭和46年）6月22日 - 主屋など4棟の建物が国の重要文化財に指定される。
- 2010年（平成22年）12月3日 - 強風によって庭園の松が倒れ、土塀の瓦や漆喰の一部が破損[1]。

## 文化財
主屋、午門、土蔵、米蔵の4棟が国の重要文化財に指定。土塀（主屋〜午門間）、土塀（屋敷周囲）、屋敷絵図が附（つけたり）指定となっている。

### 主屋
敷地中央に位置する中心的な建物。17世紀前半の建立である。木造平屋建で、平面規模は桁行26.6m、梁間9.8mである。屋根は寄棟造茅葺、四面に付けられた庇の部分は本瓦葺となっている（四方蓋造）。18世紀末に一度大規模な改修が行われ座敷部分が増築されているが、江戸時代初期の当初材もよく残存している。間取りは東寄りを土間、西寄りを六間取りの床上部とする。床上部は土間に近い側を2室の居室、その西側は式台付きの玄関の間と奥の間、西端を2室続きの座敷とする。

### 午門
邸の正門であり、建造は18世紀中期頃。寄棟造茅葺きの長屋門で、桁行は35.4m、梁間は5.9m。東面及び北面に付けられた庇の部分は本瓦葺となっている。邸宅の南方（午）にあることから命名されたもので、かつて内部は牛・馬小屋や納屋として使用されていた。

### 土蔵
主屋裏手の西側にある蔵であり、建造は18世紀中期頃。土蔵造二階建で、桁行は9.1m、梁間は4.5m、屋根は切妻造本瓦葺である。

### 米蔵
主屋裏手の北東にある蔵であり、建造は19世紀中期頃。土蔵造二階建で、桁行は10.1m、梁間は6.1m、屋根は切妻造西面庇付の本瓦葺である。

### 築山庭園
邸宅の西側に広がる池泉回遊式庭園で、建物とは別に「小比賀家築山庭園」として県の名勝に指定されている。邸宅が築造された慶長年間から存在するものと伝えられ、現在その面積は約250坪（約830m2）にも及ぶ。庭園の作者は不明であるが、その規模や庄屋の屋敷地割りの面影をとどめた豪華さからも江戸時代初期における讃岐地方の庭園の代表である。

## 公開状況
常時見学可能なのは午門外観のみで、それより内部は毎月第3日曜にのみ有料開放される。
- 公開時間：10:00-16:00
- 入場料：大人300円、子供200円
- 所在地：〒761-8042 香川県高松市御厩町字落合331番地

見学者用の駐車場は無く、また周辺に案内看板などは設置されていない。

## 交通アクセス
ことでんバス
御厩・県立総合プール線「御厩」バス停より徒歩5分
JR
予讃線鬼無駅より徒歩26分
高松自動車道
高松西I.C.より車4分（松山・岡山方面専用）
高松檀紙I.C.より車2分（徳島・神戸方面専用）
国道11号高松南バイパス御厩交差点から県道177号円座香西線を北上すぐ。